# Emmanuil Gerschewitsch Ornstein
Emmanuil Gerschewitsch Ornstein, russisch Эммануил Гершевич Орнштейн, auch Emmanuil Georgijewitsch Ornstein, russisch Эммануил Георгиевич Орнштейн (* 1926 in Kischinau) ist ein sowjetisch-moldawischer Mediziner, Orthopäde und Traumatologe.

## Leben
Emmanuil Ornstein besuchte das B. P. Haşdeu-Gymnasium in Kischinau, das 1940 die Sergei Laso-Mittelschule wurde. Sein Vater Gersch Abramowitsch Ornstein (auch die Schreibweisen Orinstein und Orenstein kamen in den Registern vor) gehörte zu einer alten Apothekerfamilie und kam 1941 zu Beginn des Deutsch-Sowjetischen Krieges im Ghetto Kischinau ums Leben, während die übrigen Familienmitglieder im Ghetto Transnistrien umkamen. Emmanuil Ornstein gelang es jedoch, vorher aus Kischinau nach Buchara evakuiert zu werden, wo er eine Internatsschule besuchte. Er wurde dann Soldat der Roten Armee, wurde zweimal verwundet und kam bis nach Berlin.
Ornstein studierte Medizin am Kischinauer Medizin-Institut und verteidigte dort 1955 erfolgreich seine Kandidat-Dissertation Über die physikalisch-mechanischen Eigenschaften der Unterarmknochen. Er blieb dort und lehrte als Dozent. Seit 1993 lebt er in New York City.
Ornstein veröffentlichte Arbeiten über die Klassifizierung, Semiotik und Therapie der Brüche von Speichen am klassischen Ort und über Kinder-Orthopädie. Der Ornstein-Apparat wird zur Schienung von Speichen-Brüchen benutzt. Das Ornstein-Symptom (1966) wird bei Speichenbrüchen an typischer Stelle zur Diagnose benutzt.
Ornstein ist Vetter der Physikerin Brigitta Pinkusowna Kowarskaja.